# Kashima (couraçado)
O Kashima (鹿島) foi um navio couraçado pré-dreadnought operado pela Marinha Imperial Japonesa e a segunda embarcação da Classe Katori, depois do Katori. Sua construção começou em fevereiro de 1904 nos estaleiros britânicos da Armstrong Whitworth e foi lançado ao mar em março de 1905, sendo comissionado na frota japonesa em maio do ano seguinte. Era armado com uma bateria principal composta por quatro canhões de 305 milímetros, tinha um deslocamento de mais de dezesseis mil toneladas e conseguia alcançar uma velocidade máxima de dezoito nós.
O Kashima teve uma carreira tranquila, com a exceção de uma explosão em um de seus canhões em setembro de 1907 que matou 34 tripulantes. Ele não participou de combates na Primeira Guerra Mundial e passou boa parte do conflito em reformas. O couraçado participou da intervenção japonesa na Sibéria no final de 1918, durante a Guerra Civil Russa. A embarcação escoltou o Katori em uma viagem pela Europa em 1921 enquanto este transportava o príncipe-herdeiro Hirohito. Foi tirado do serviço e desarmado em meados de 1922, sendo depois desmontado.